# Curación del ciego Bartimeo

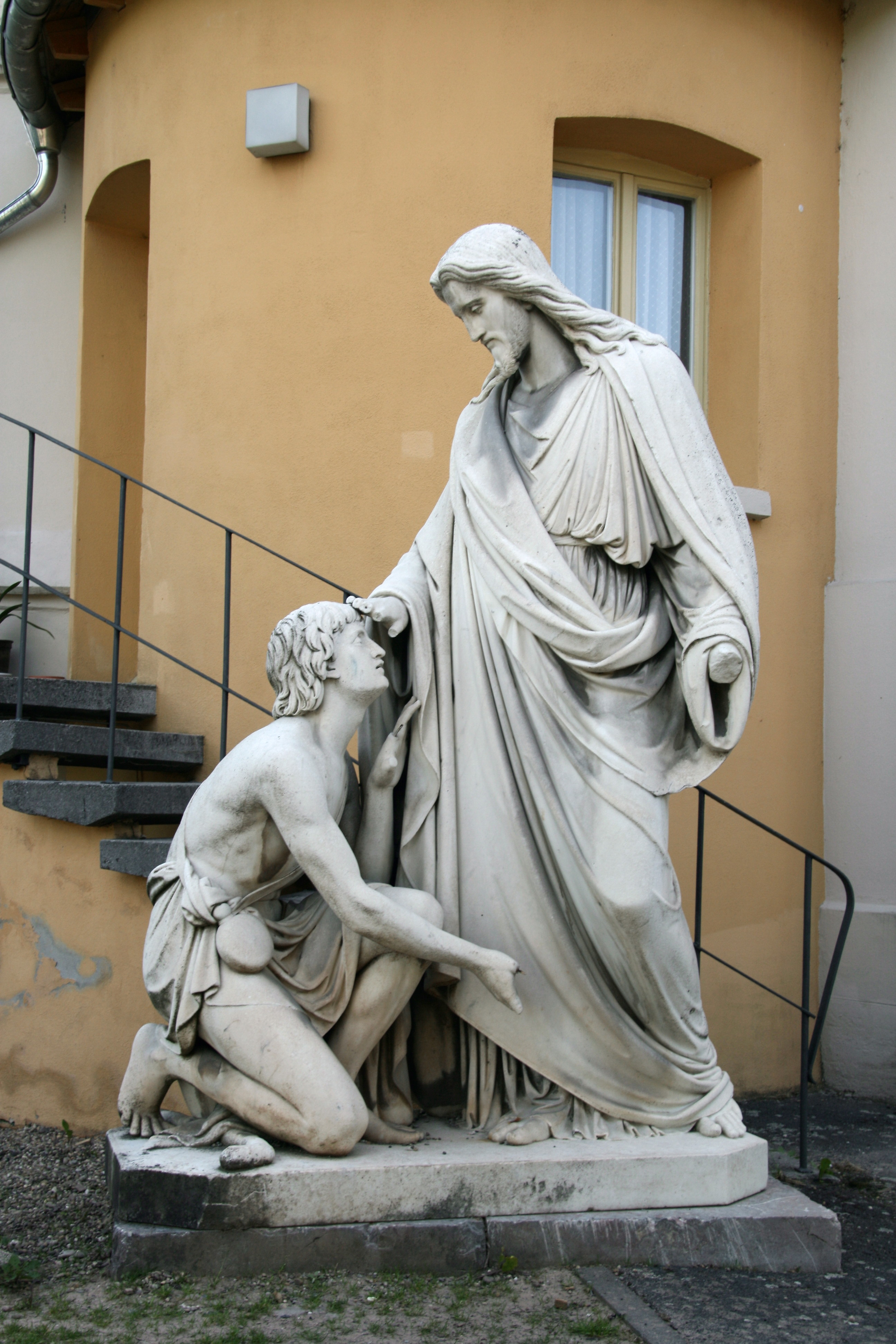
Jesús curando a Bartimeo, por Johann Heinrich Stöver, 1861

Bartimeo, hijo de Timeo, personaje del Nuevo Testamento, es protagonista del último milagro de curación de Jesús narrado en Marcos 10:46. Una de las curiosidades del texto es que nos indica el nombre del ciego, poco usual.
Jesús pasaba por la antigua Jericó a 30 km de Jerusalén, una de las más antiguas ciudades de Palestina. Un mendigo ciego, Bartimeo, oye ruido. Está al borde del camino, fuera del seguimiento de Jesucristo, y se entera de que Jesús pasaba, gritándole insistentemente a pesar de que lo mandaran a callar. Así, el Maestro lo llamó y, gracias a su fe, le dio lo que le pidió: el milagro de la curación de su vista, tras el cual él se unió al seguimiento. 
Bartimeo es el primero en llamar públicamente a Jesús «Hijo de David», una denominación mesiánica, y lo hace después la confesión de Pedro, en la que reconoce a Jesús como el Mesías. Jesús manda traer al ciego. Bartimeo se levanta de un salto y tira su manto, deja su antigua vida, por una nueva.
Es muy probable que el manto se trate de un talit. La palabra griega "jimátion" (ἱμάτιον) es la usada para describir el talit. (Mateo 9:20) Como judío, Bartimeo (hijo de honor) debe cumplir con la ordenanza de usar el tallit todo el día. (Números 15:37-41) Solo un judío hubiera llamado a Jesús "Hijo de David". La fe que este hombre tuvo en la ley hebrea ahora la deposita en el Mesías. Por eso la conclusión del relato, "lo seguía por el camino", no indica solo el seguimiento físico, sino también que Bartimeo se ha convertido en un discípulo, que sigue a Jesús en el camino que lo lleva a la cruz.

## Texto bíblico
El evangelista  san Marcos  lo relata de la siguiente manera:

Llegan a Jericó. Y cuando salía él de Jericó con sus discípulos y una gran multitud, el hijo de Timeo, Bartimeo, un mendigo ciego, estaba sentado al lado del camino. Y al oír que era Jesús Nazareno, comenzó a decir a gritos: —¡Jesús, Hijo de David, ten piedad de mí! Y muchos le reprendían para que se callara. Pero él gritaba mucho más: —¡Hijo de David, ten piedad de mí! Se paró Jesús y dijo: —Llamadle. Llamaron al ciego diciéndole: —¡Ánimo!, levántate, te llama. Él, arrojando su manto, dio un salto y se acercó a Jesús. Jesús le preguntó: —¿Qué quieres que te haga? —Rabboni, que vea —le respondió el ciego. Entonces Jesús le dijo: —Anda, tu fe te ha salvado. Y al instante recobró la vista. Y le seguía por el camino.

 San Lucas lo describe del siguiente modo:

Cuando se acercaban a Jericó, un ciego estaba sentado al lado del camino mendigando. Al oír que pasaba mucha gente, preguntó qué era aquello. Le contestaron: —Es Jesús Nazareno, que pasa. Y gritó diciendo: —¡Jesús, Hijo de David, ten piedad de mí! Y los que iban delante le reprendían para que se estuviera callado. Pero él gritaba mucho más: —¡Hijo de David, ten piedad de mí! Jesús, parándose, mandó que lo trajeran ante él. Y cuando se acercó, le preguntó: —¿Qué quieres que te haga? —Señor, que vea —respondió él. Y Jesús le dijo: —Recobra la vista, tu fe te ha salvado. Y al instante recobró la vista, y le seguía glorificando a Dios. Y todo el pueblo, al presenciarlo, alabó a Dios.

## Interpretación de la Iglesia católica
El ciego oye el ruido de la gente y pregunta qué es lo que pasa. Al oír que es Jesús, pide con más fuerza: «Temo que Jesús pase y no vuelva». Cuando  Jesús le pregunta, responde directamente y sin dudas. Gracias a su fe se cura de su ceguera y, además, la alabanza de toda la muchedumbre a Dios. Es la consecuencia de no haber tenido miedo al "qué dirán":

Cuando un cristiano cualquiera empieza a vivir bien y a practicar las obras buenas con fervor y a despreciar al mundo, desde el principio comienza a recibir las críticas y la contradicción de los cristianos fríos; pero si persevera, con su constancia los vencerá, y los mismos que antes le molestaban, después llegarán a respetarle.

 La petición concreta «Señor, que vea» destaca la importancia de una expresión o frase que puede surgir con frecuencia de los labios de las personas, proveniente desde lo más profundo del corazón. Este tipo de expresión suele ser valiosa en diferentes situaciones, especialmente en momentos de duda, cuando no se comprenden los planes de Dios, o cuando se enfrentan desafíos en la vida.
La práctica de repetir esta jaculatoria puede ser útil para mantenerse fuerte en la fe, proporcionando consuelo y orientación en momentos difíciles. También se sugiere que es valiosa para aquellos que buscan sinceramente a Dios, incluso si aún no han experimentado el don de la fe de manera plena.
En términos generales, la repetición de una jaculatoria que sirve como fuente de fortaleza espiritual y guía en la búsqueda de una conexión más profunda con lo divino. En muchas tradiciones religiosas, la repetición de ciertas palabras o frases tiene un valor significativo como una práctica espiritual para enfocar la mente y el corazón hacia Dios.

Ponte cada día delante del Señor y, como aquel hombre necesitado del Evangelio, dile despacio, con todo el afán de tu corazón: Domine, ut videam! —¡Señor, que vea!; que vea lo que Tú esperas de mí y luche para serte fiel.

El Evangelio de Marcos, capítulo 10, vers. 46 al 52 narra el milagro de Jesús al devolver la vista a un hombre ciego Bartimeo, quien estaba sentado junto al camino. En este relato, se destaca la actitud de Bartimeo hacia Jesús. Algunos detalles importantes incluyen:
- Fuerza e insistencia en la petición: Bartimeo muestra determinación al pedir ayuda a Jesús, a pesar de la posibilidad de que otros intenten silenciarlo.

- Despreocupación por sus pertenencias: La referencia a la "despreocupación por sus cosas ante la llamada" podría sugerir que Bartimeo no permite que sus posesiones o circunstancias actuales lo distraigan de buscar la intervención divina.

- Fe y sencillez en el diálogo: Se destaca la fe de Bartimeo en su interacción con Jesús. La sencillez en su diálogo puede reflejar una confianza directa en la capacidad de Jesús para sanar y cambiar su situación.

El cambio radical en la situación de Bartimeo, pasando de ser ciego, sentado al borde del camino, a recobrar la vista y seguir a Jesús, resalta el poder transformador de la fe y la capacidad de Jesús para cambiar la vida de las personas. Este episodio no solo es significativo como un milagro en sí mismo, sino también como un ejemplo de cómo la fe y la confianza en Jesús pueden conducir a una transformación profunda en la vida de aquellos que buscan su ayuda.
El camino hacia la fe de Bartimeo o de otra persona cualquiera puede ser este si se siente capaz de repetir en cualquier situación de la vida las palabras de Bartimeo. En primer lugar, su oración, que se tiene todos los matices que puede tener una invocación aJesús: le llama «Rabboni», es decir, mi maestro, «Hijo de David», es decir, Rey Mesías, misericordioso como Dios, y, sobre todo, «Jesús»: 

El Nombre que todo lo contiene es aquel que el Hijo de Dios recibe en su encarnación: Jesús. (…) El Nombre de Jesús contiene todo: Dios y el hombre y toda la Economía de la creación y de la salvación. Decir “Jesús” es invocarlo desde el propio corazón .

La fe de Bartimeo no se manifiesta sólo en la insistencia pertinaz sino que abarca también las obras: tira el manto, salta hacia Jesús, y le sigue camino de Jerusalén: 

Tú has conocido lo que el Señor te proponía, y has decidido acompañarle en el camino. Tú intentas pisar sobre sus pisadas, vestirte de la vestidura de Cristo, ser el mismo Cristo: pues tu fe, fe en esa luz que el Señor te va dando, ha de ser operativa y sacrificada. No te hagas ilusiones, no pienses en descubrir modos nuevos. La fe que Él nos reclama es así: hemos de andar a su ritmo con obras llenas de generosidad, arrancando y soltando lo que estorba.

## Hijo de David
Vernon K. Robbins subraya que la curación de Bartimeo es la última de las curaciones de Jesús en Marcos, y vincula la enseñanza anterior de Jesús sobre el sufrimiento y la muerte del Hijo del Hombre con su actividad de Hijo de David en Jerusalén. El relato mezcla el énfasis marcano en la 'ceguera' de los discípulos -su incapacidad para comprender la naturaleza mesiánica de Jesús- con la necesidad de seguir a Jesús hasta Jerusalén, donde su sufrimiento y muerte le hacen reconocible para los gentiles como Hijo de Dios (véase Marcos 15: 39 donde, en la crucifixión, el centurión romano dice "ciertamente este hombre era hijo de Dios").
Paula Fredriksen, que cree que títulos como "Hijo de David" se aplicaron a Jesús sólo después de la crucifixión y resurrección, argumentó que Marcos y Mateo situaron esa curación con la proclamación "¡Hijo de David! " justo antes de "la partida de Jesús hacia Jerusalén, el lugar largamente ensombrecido de sus sufrimientos". El título "Hijo de David" es un nombre mesiánico. Así, la exclamación de Bartimeo fue, según Marcos, el primer reconocimiento público de Cristo, después de la Confesión privada de san Pedro en Marcos 8:27-30.

## Nombre de Bartimeo
El nombre de Bartimeo es inusual en varios aspectos: (a) el hecho de que se da un nombre en absoluto, (b) el extraño híbrido semítico-griego, con (c) una traducción explícita "Hijo de Timeo". Algunos estudiosos ven esto como la confirmación de una referencia a una persona histórica; Sin embargo, otros estudiosos ven un significado especial de la historia en la referencia figurativa al Timaeus de Platón, que entrega el tratado cosmológico y teológico más importante de Platón, que implica la vista como fundamento del conocimiento.